# هاپول، نیوجرسی
هاپول (به انگلیسی: Hopewell Township) شهری در ایالت نیوجرسی کشور ایالات متحده آمریکا است که جمعیت آن در سرشماری سال ۲۰۱۰ میلادی، ۱۷٬۳۰۴ نفر بوده‌است.